# Domenico della Torre

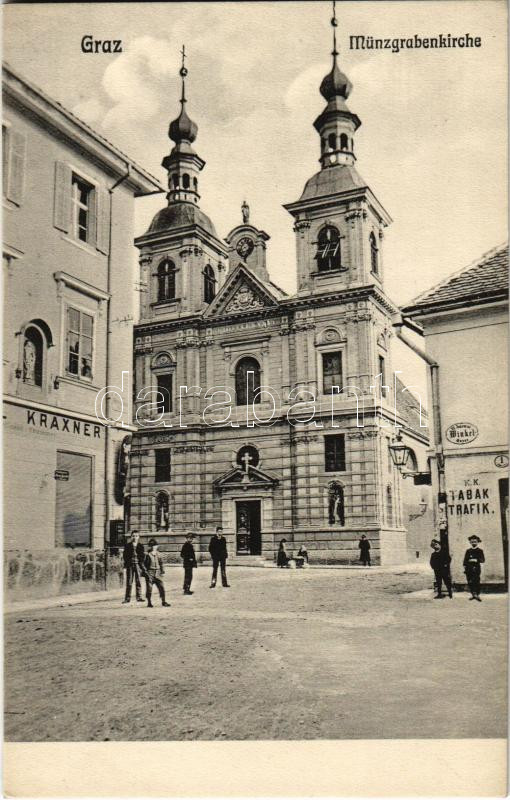
Graz, Münzgrabenkirche St. Anna, 1944 durch Bombenangriff zerstört

Domenico della Torre (auch Domenico Torre, Dellatore, Domenico Thory, Thurn, * in Mailand; † nach dem 5. Juni 1679) war ein Baumeister und Architekt.

## Leben
Die beiden Baumeister Bartolomeo und Benedetto della Torre waren Brüder, sie arbeiteten nacheinander bei der Burg Gallenstein in der Steiermark. Es ist wohl möglich, dass Domenico auch ihr Bruder war.
Meister Domenico Torre war am 9. Februar 1679 Testamentszeuge für Domenico Sciassia.
1643 suchte der Maurerpolier Domenico Thor, aus Mailand kommend, um die Grazer Meisterschaft an – da er hier „anjezo langer Zeit“ gearbeitet habe. Am 13. März 1645 erlangte er selbst Meisterrang und Titel, arbeitete aber weiter unter anderen Meistern, erst 1659 machte er sich selbständig. Im Aufdingbuch sind von 1659 an 23 von ihm ausgebildete Lehrlinge dokumentiert. Die letzte Freisprechung erfolgte am 4. Juni 1679, danach gibt es keine Lebensdaten mehr.
Hans Pozzo bestand am 11. Januar 1660 die Meisterprüfung seine Prüfmeister waren Domenico Bianco und Domenico Torre. 1671 erhielt der Maurergeselle Simon Lanz die Erlaubnis, mit dem Meisterstück anzufangen, die Kommissare waren Hans Pozzo und Domenico Torre.
1668 wirkten in Graz sechs Meister, Franz Isidor Carlone, Domenico Torre, Antonio Solari, Hans Pozzo, Matthias Lanz und Michael Arhan.
1663 wurde Torre mit Antonio Solari, einem Grazer Bürger und Landschafts-Maurermeister, zum Zechmeister gewählt, 1674 gemeinsam mit Johann Baptist Pozzo.

## Sohn Bartolomeo

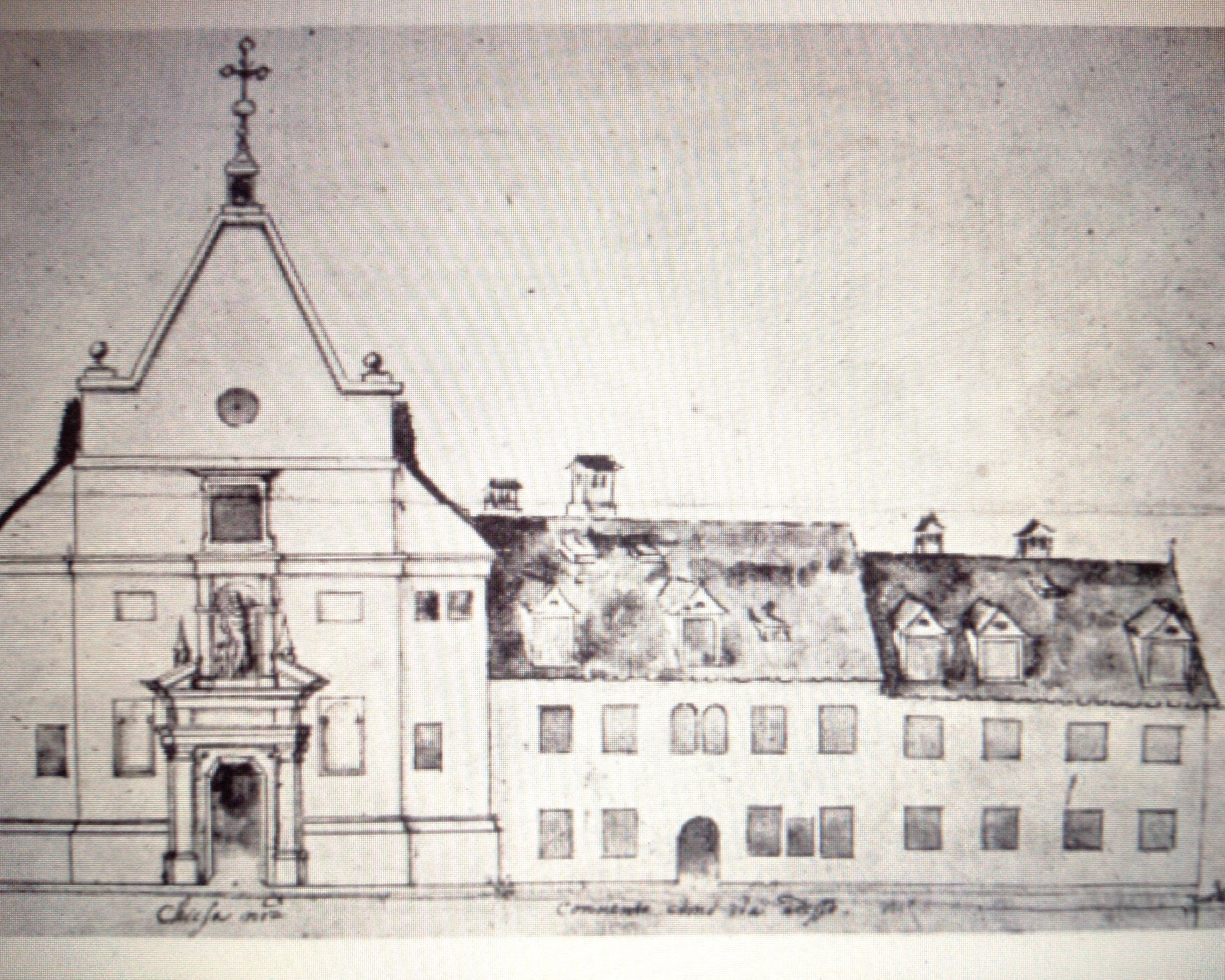
1636 Riß der Karmeliterkirche und Kloster, Entwürfe von Domenico Torre

Meister Domenico Torre nahm am 5. Juni 1670 seinen Sohn Barto1omeo „dito Bosio“ als Lehrling auf, der wurde am 18. Februar 1674 zum Zechgesellen gewählt und am 23. Jänner 1675 durfte Bartlme Thore den Meisterriß abgeben, unter den Kommissären Hans Poz und Bartlme Ebner. Meister Carl Torre (Dory) zu Güssing war dabei anwesend.

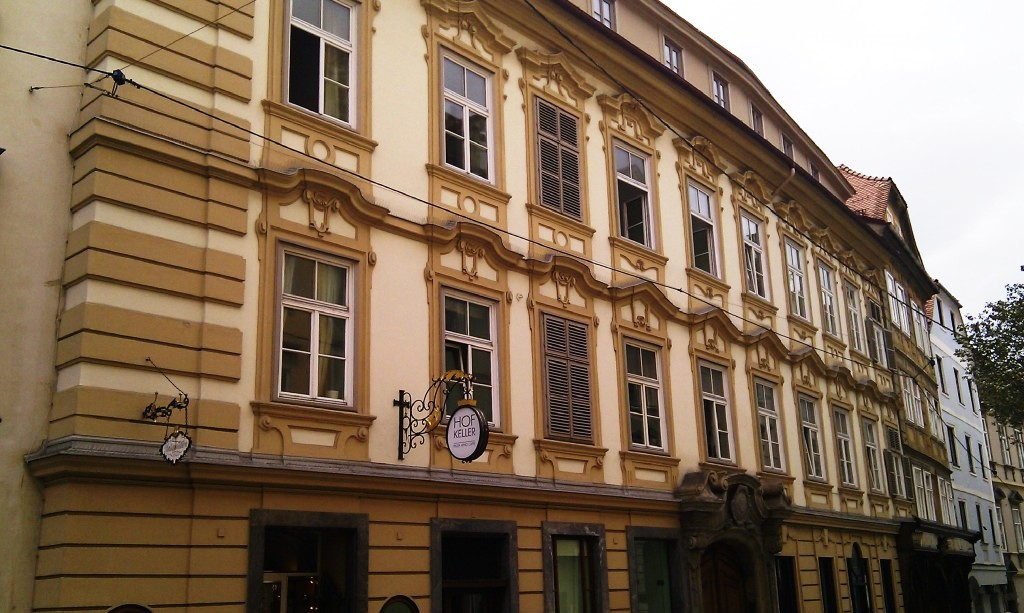
Ehem. Palais Lamberg, Graz Hofgasse 8

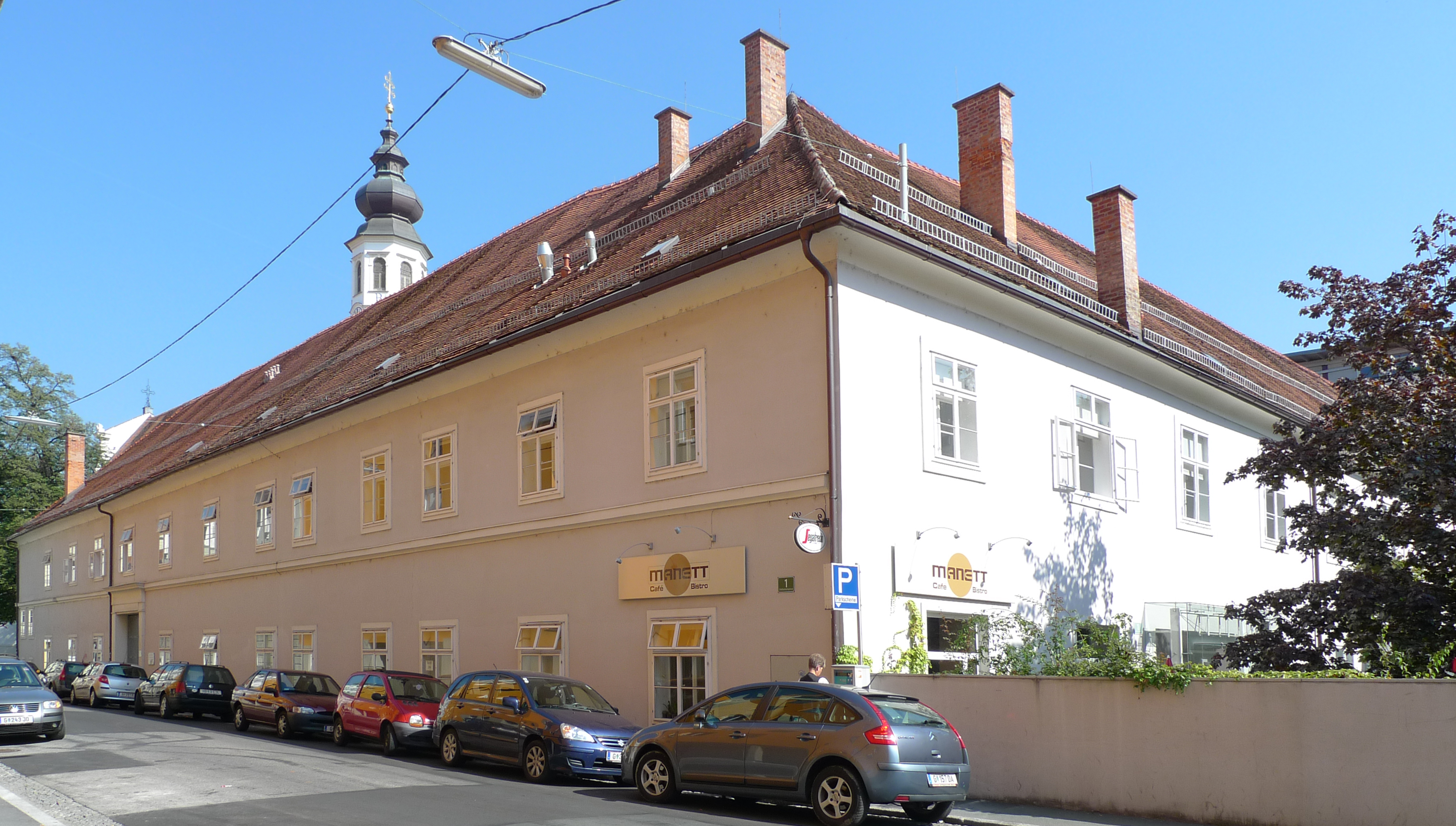
Ehem. Dominikanerkloster Gries

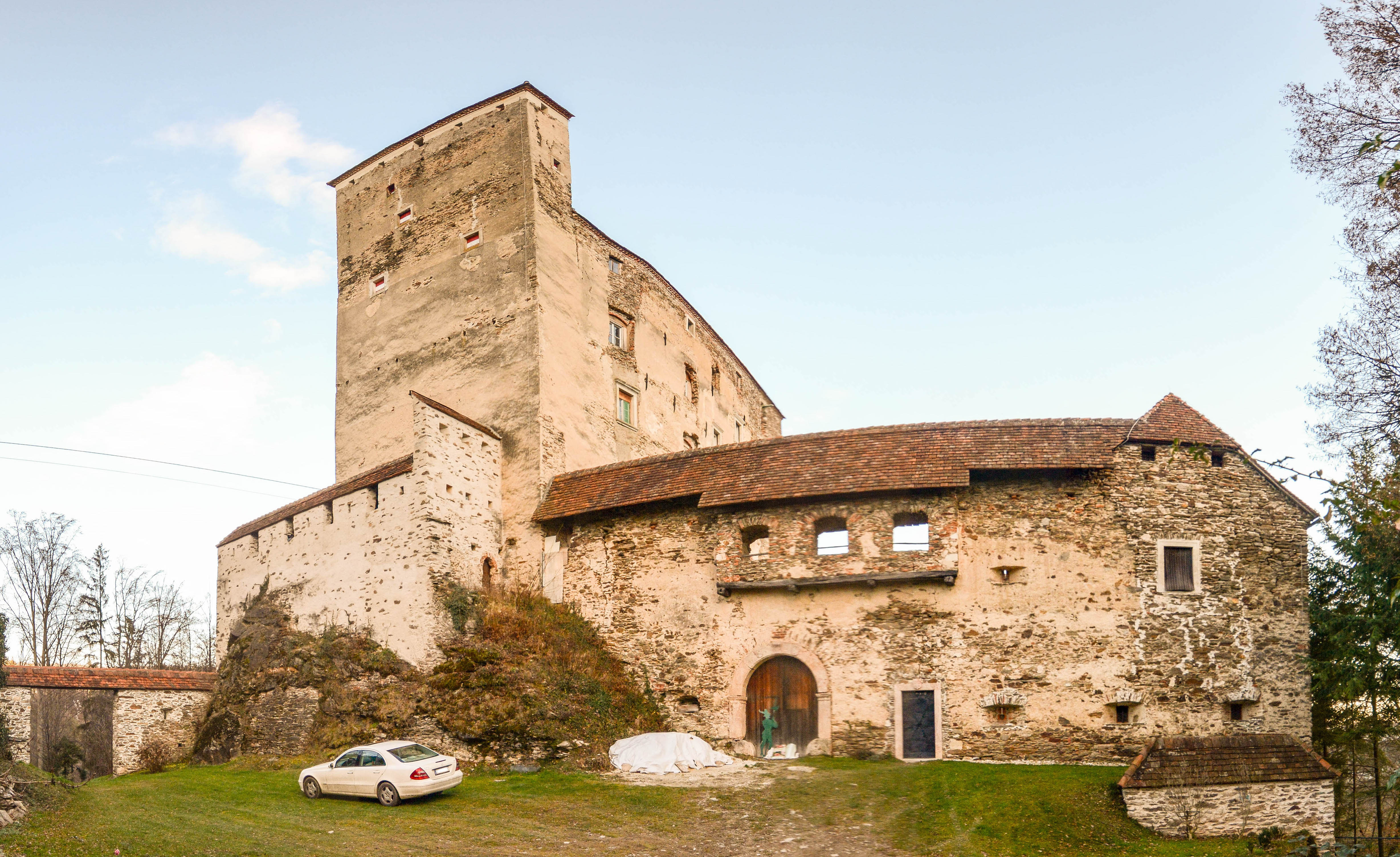
Burg Neuhaus

Burg Rabenstein an der Mur, Foto um 1900

## Werke in Graz
- Ehem. Karmeliterkirche und Kloster: 1628 beauftragte Erzherzog Ferdinand II. den Bau der Karmeliterkirche samt Kloster nach dem Plan von Domenico Torre, Bauleitung Matthias Khärner. 1649 ist Baumeister Antonio Pozzo dokumentiert.[3][4] Steiermärkisches Landesarchiv
- Stadthaus Graf Lamberg: Unter den Freiherrn von Eibiswald baute 1654 Domenico della Torre das Palais Lamberg (Graz) um.[5][6]
- Konventbau des Grazer Dominikanerklosters in St. Andrä: Torre war ab 1657 Urkundlich am Konventbau des Dominikanerklosters in St. Andrä tätig, zusammen mit seinem Mitmeister Hans Pozzo und dem Steinmetz Carlo Gianolo.[7][8]
- Münzgrabenkirche St. Anna – 1944 zerstört: Am 12. Oktober 1673 wurde der Grundstein für die Annakirche durch die damals hier ansässigen Augustiner-Barfüßer gelegt. Die Weihe erfolgte 1682.[9] Dieser Kirchenbau wird Domenico Torre zugeschrieben, er dingte bis 1679 Lehrjungen auf, in seiner Bauhütte wurde intensiv gearbeitet.[10] Durch einen Bombenangriff 1944 völlig zerstört. In der Sakristei waren noch Fresken und Malereien von Antonio Maderni vorhanden.[11][12]

## Werke in der Steiermark
- Burg Neuhaus in Stubenberg am See, Bezirk Hartberg: 1663 erwarb Georg Andree Freiherr von Wurmbrand-Stuppach die Burg Neuhaus in Stubenberg am See bei Hartberg. Er beauftragte Domenico Torre mit Umbauten angesichts der Bedrohungen in den Türkenkriegen. „Im März 1669 kam Torre von Schloss Neuhaus zu seinem Mauterner Kirchenbau geritten“.[13] Torre hat über ein halbes Dutzend Schlösser gebaut, darunter Gutenhaag. Man vergleiche damit Schloss Trautenfels!
- Burg Rabenstein: Sigismund Friedrich von Trautmannsdorf ließ die Burganlage um 1670 bis 1680 barock erweitern, die bestehende Geschoßeinteilung entfernen und zwei große Säle (Rittersäle) einbauen. Sie zählen zu den Meisterwerken barocker Baukunst der Steiermark. Dieses Werk wird Domenico Torre zugeschrieben.[14]
- Klosterkirche St. Barbara Mautern in der Steiermark: Der Rechnungsbeleg bestätigt Domenico Torre als den Baumeister der Kirche. Es beginnt: Ich bezeuge, was oben steht: Laut Spanzettel, abgeschlossen mit Graf Gottfried Breuner, erhielt Torre vom Pfleger seine Bestallung vom 18. April bis zum 31. Oktober 1674 (halbjährlich)  „wegen erpauung des Franciscaner C1oster und Khürchen.“[15][16]

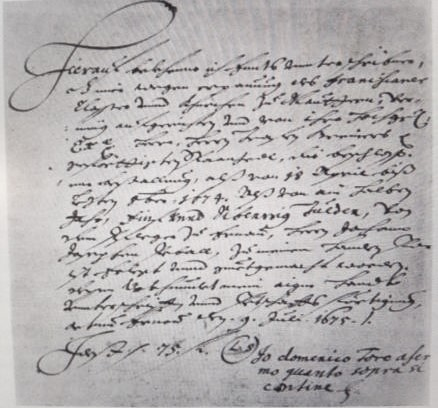
1675 Domenico Torre Vertrag Klosterkirche
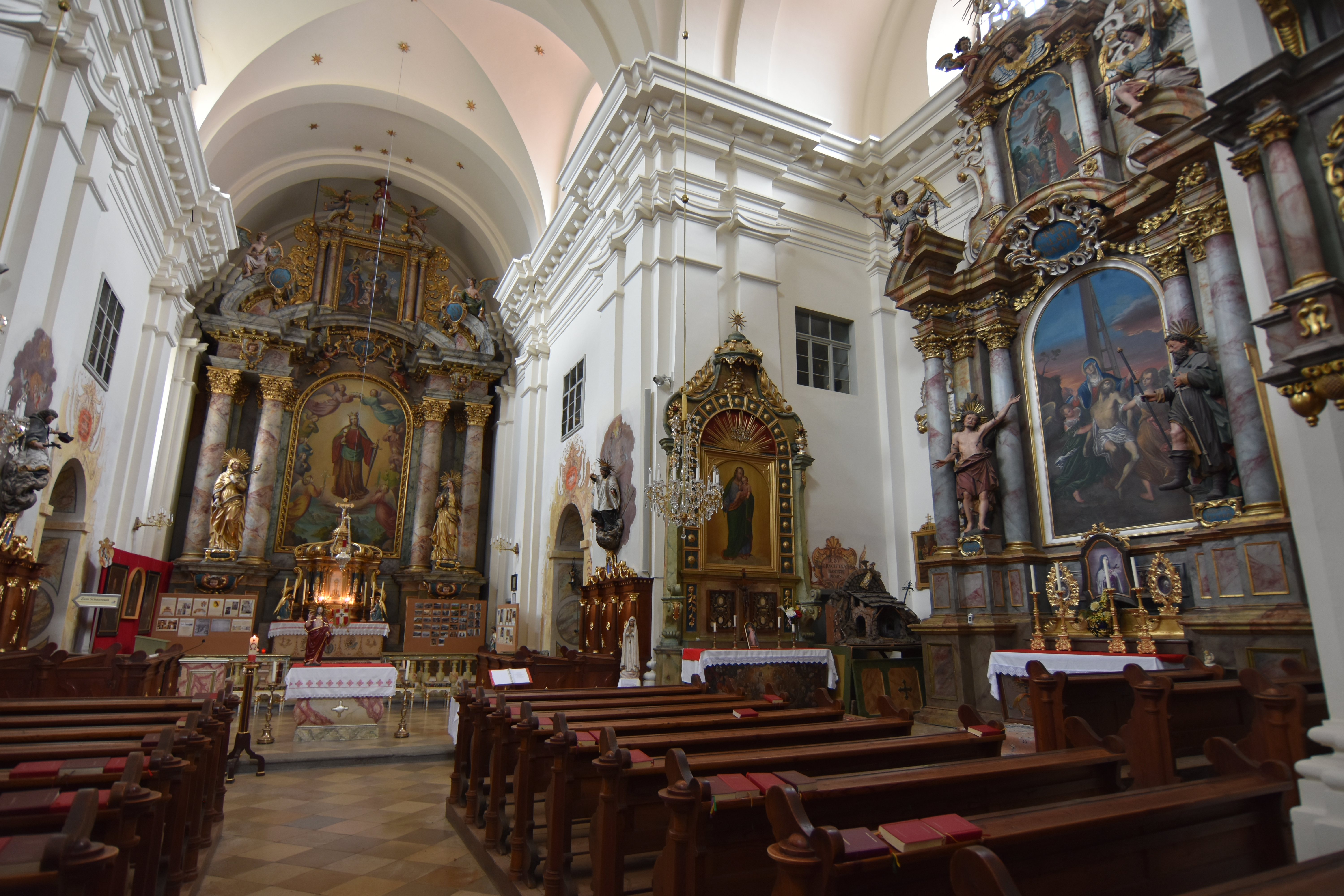
Klosterkirche Mautern
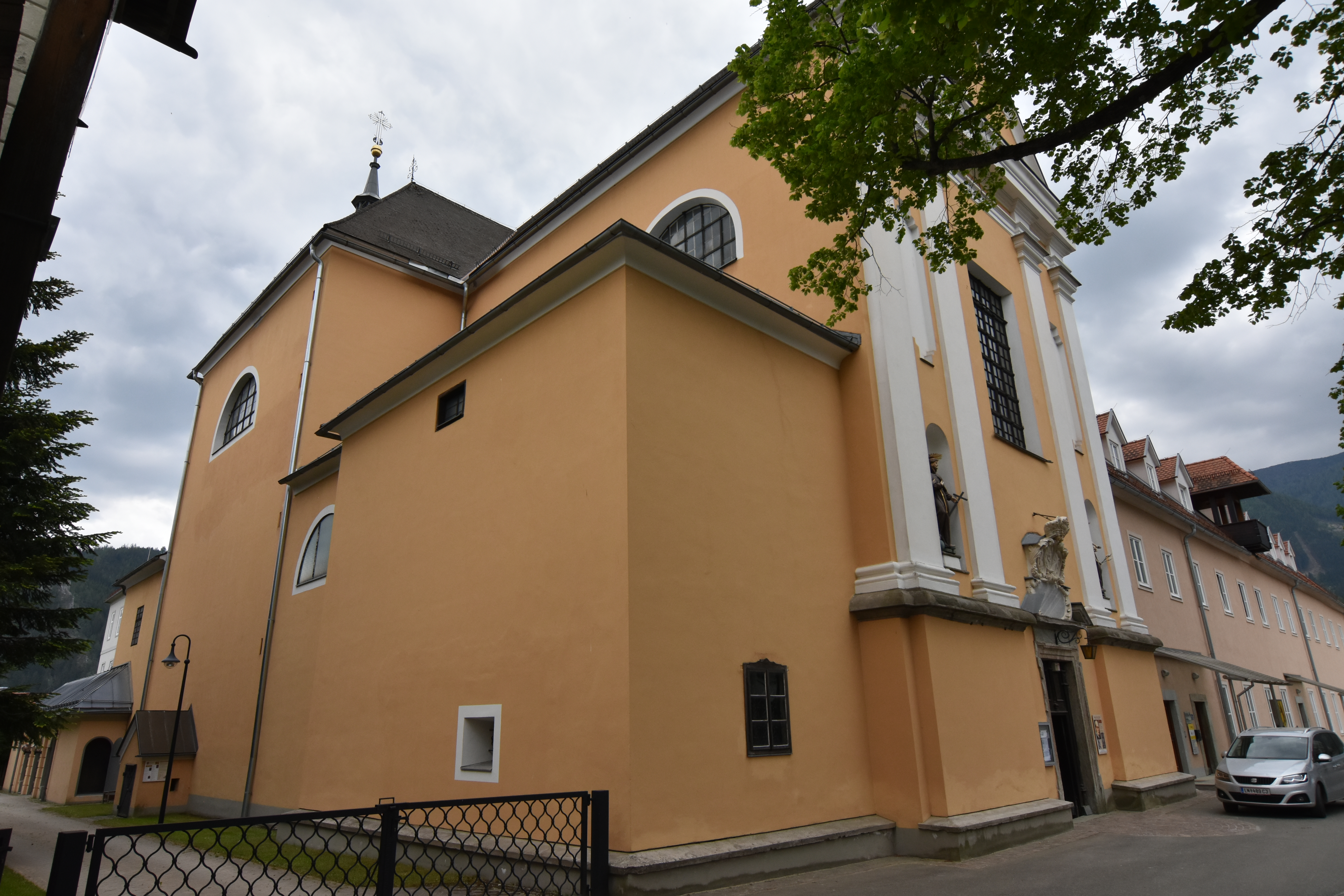

## Werke in Slowenien

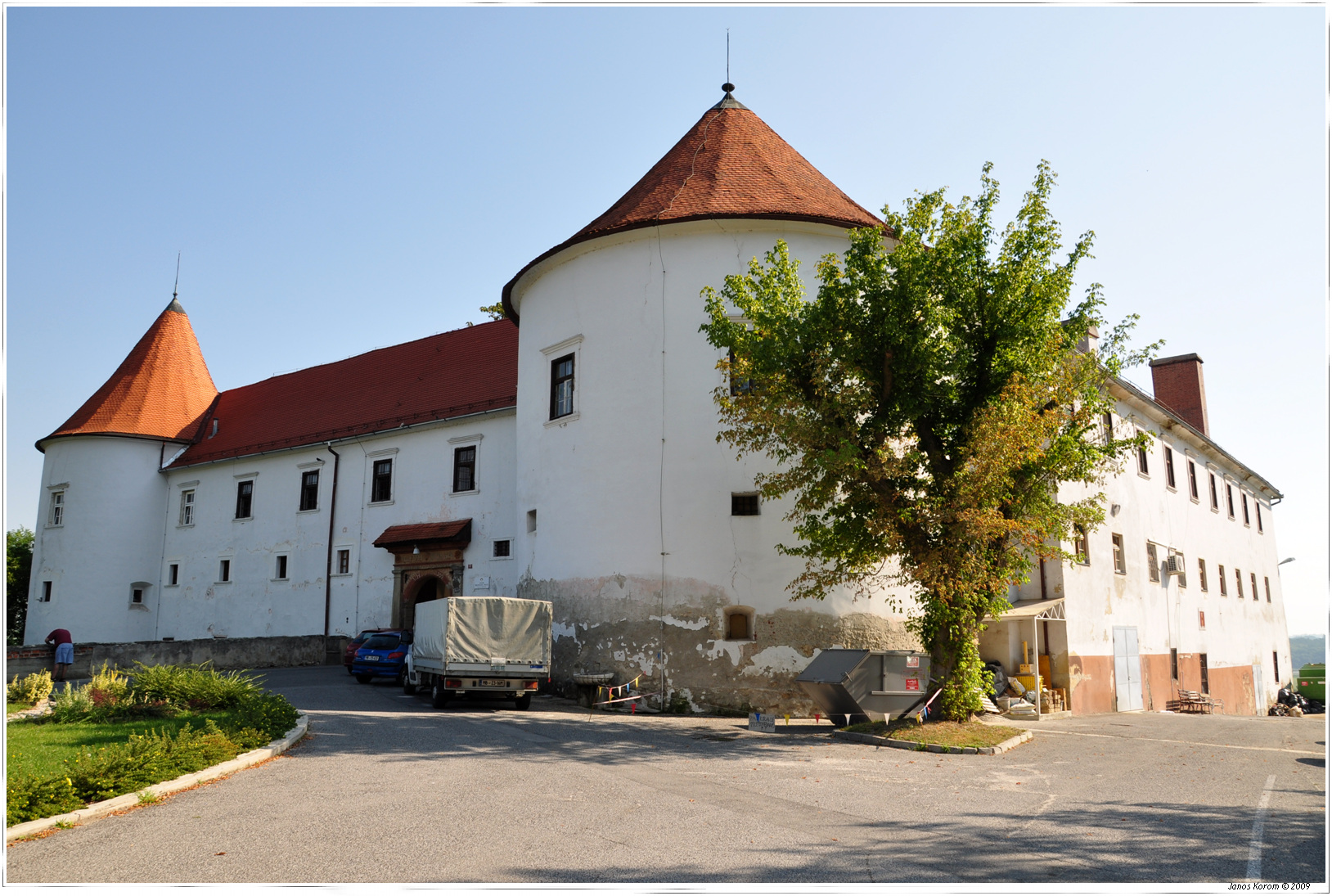
Schloss Gutenhaag, Slowenien

- Schloss Gutenhaag: Nach einem Brand im Jahr 1666 wurde die Burg wieder errichtet, die Bauleitung hatten die Architekten Domenico Torre und Hans Pozzo. Eine Barockisierung erfolgte um 1730, sie wird dem Architekten Josef Hueber zugeschrieben.[17]